# Floarea de Lotus
Floarea de Lotus (titlu original: Brainsmasher... A Love Story) este un film american de acțiune de comedie romantică din 1993 regizat de Albert Pyun. Rolurile principale au fost interpretate de actorii Andrew Dice Clay ca Ed "The Brainsmasher" Malloy și Teri Hatcher ca Samantha Crain.

## Distribuție
- Andrew "Dice" Clay - Ed "The Brainsmasher" Malloy
- Teri Hatcher - Samantha Crain
- Deborah Van Valkenburgh - Cammy Crain
- Yuji Okumoto - Wu, Leader of The Shaolin Monks
- Peter Kwong - Red Monk
- Brion James - Detective Brown
- Tim Thomerson - Detective Black
- Charles Rocket - Detective Jones
- Nicholas Guest - Detective Smith
- Ralph Monaco - Pops Malloy
- Liz Sheridan - Ma Malloy
- Dorothy Dells - Miss Bellows
- Dee Booher - Bertha
- Galen Schrick - Jimmy Romeo
- Steve Tancora - Bob Brisco
- Russ Fast - Ted
- Kelsi Pollard - Ted's Date
- Karrie Grove - Waitress At Bar None
- Lin Shaye - Makeup Artist
- Sonia Satra - Model #1
- Anahit Minasyan - Model #2
- Nichole McAuley - Veronica (nemenționat)